# Mariä Verkündigung (Chyše)

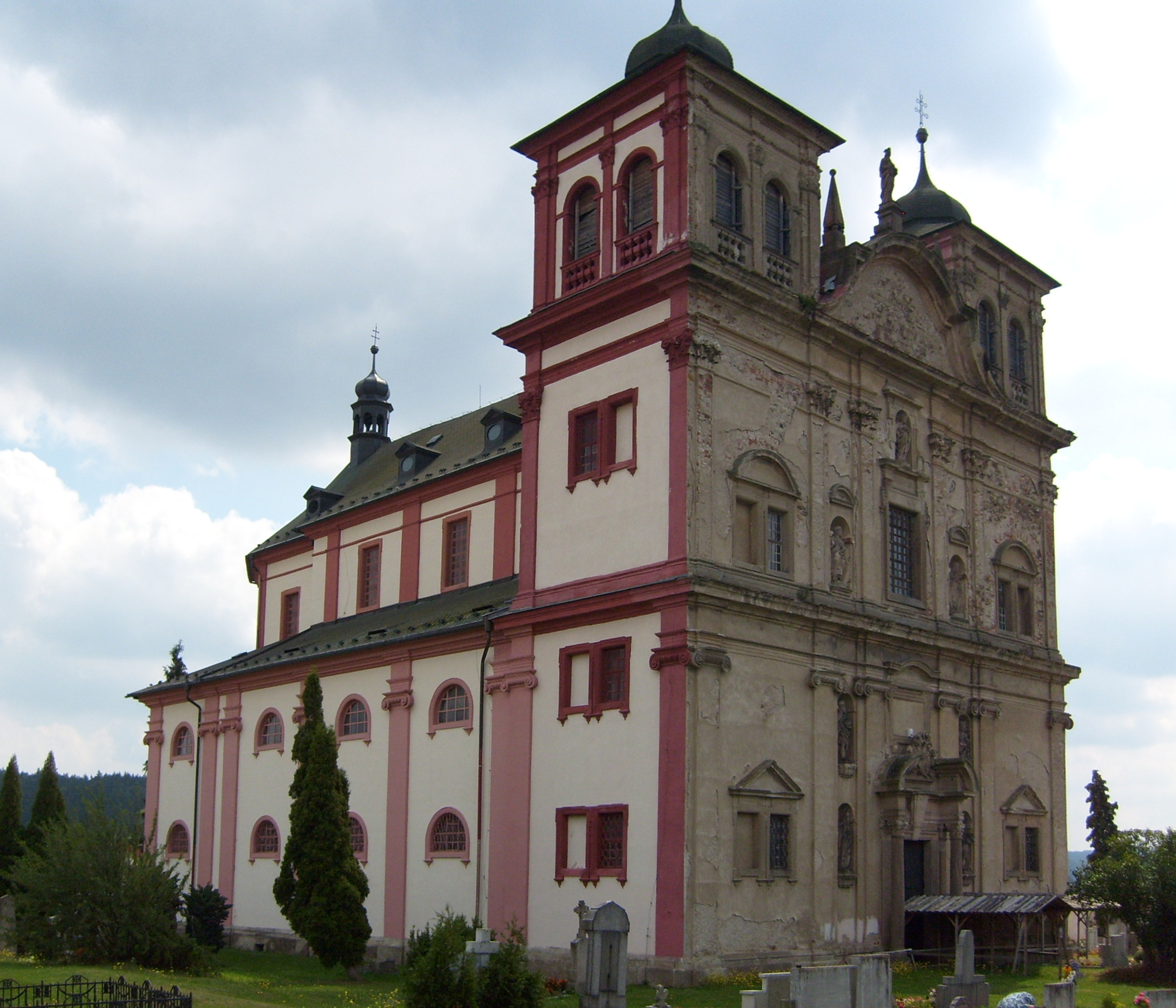
Mariä Verkündigung in Chyše

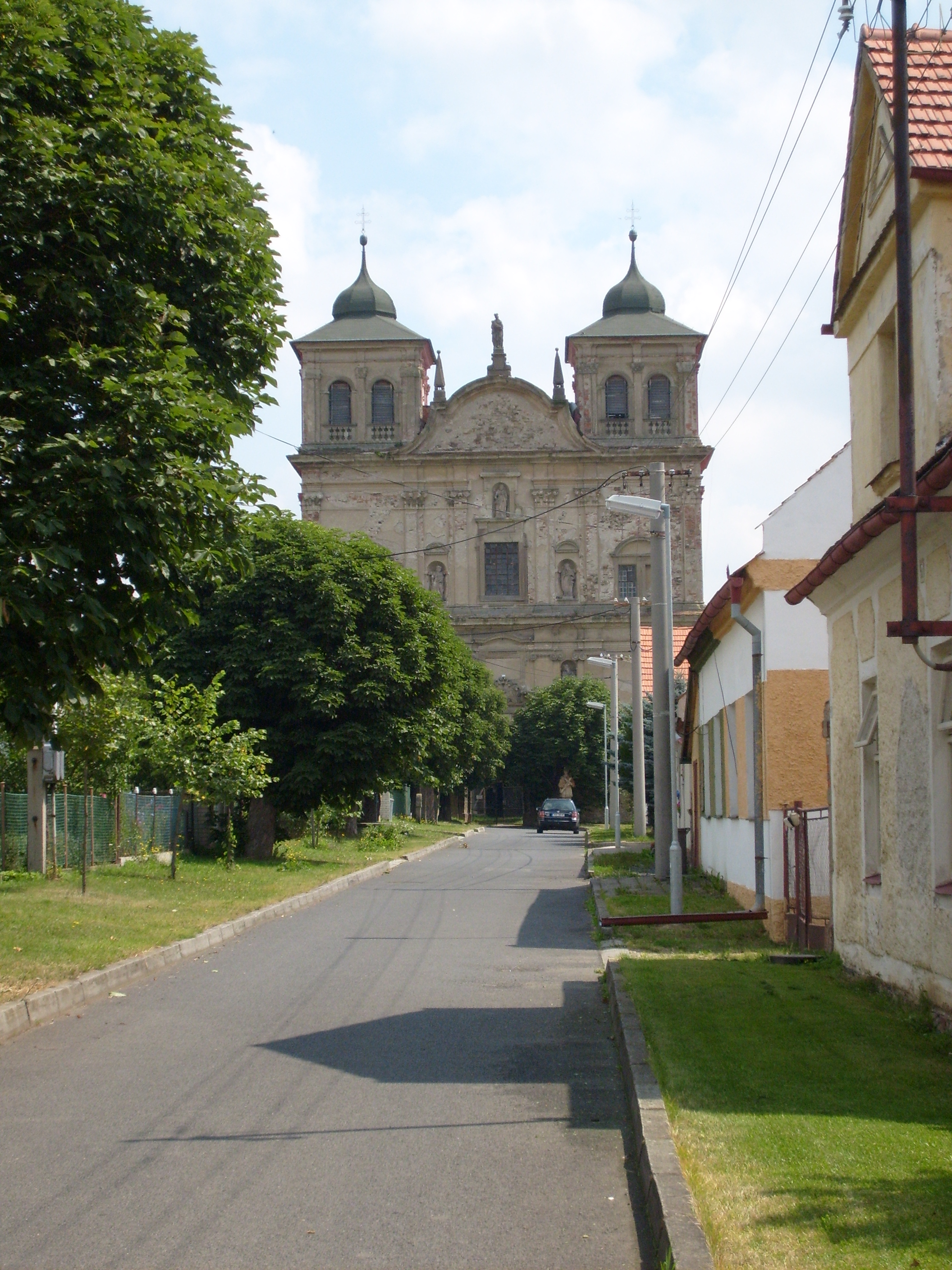
Kreuzweg zur Kirche

Die Mariä-Verkündigungs-Kirche (tschechisch Kostel Zvěstování Panny Marie), auch Kreuzerhöhungskirche, auf dem Spitzberg am Rande der tschechischen Stadt Chyše (deutsch Chiesch) ist ein geschütztes Baudenkmal.

## Geschichte
Die Ersterwähnung von Chiesch erfolgte 1169. Seit ca. Mitte des 14. Jahrhunderts stand auf dem Spitzberg außerhalb des Ortes eine gotische Verkündigungskirche. Bevor sie zur Begräbniskirche umfunktioniert wurde, war sie die Pfarrkirche von Chiesch. Das Patronatsrecht besaß die Familie Riesenburg. Seit 1370 gehörte es Boresch V. von Riesenburg und Petschau. Seit 1475 war der Ort ein Städtchen. Die Kirche wurde im Laufe der Zeit mehrmals zerstört und wieder aufgebaut.
1627 führte Freiherr Georg Wilhelm Michna von Waizenau die Karmeliten wieder nach Chiesch ein und schenkte ihnen zur Vermehrung ihrer Einkünfte die Verwaltung der auf dem Spitzberg liegenden Pfarrkirche, dabei sollte der Geistliche vom Vorsteher des Karmelitenordens vorgeschlagen und vom Grundherren bestätigt werden.
Die heutige Kirche ließen der damalige Besitzer der Herrschaft Freiherr Karl von Michna von Waizenau und seine Gemahlin Anna Ludmilla geb. Gräfin Kolovrat von Krakovský erbauen. Der Grundstein wurde am 5. Dezember 1697 gelegt. Baumeister war Johann Baptist Rapp. Die frühbarocke Kirche war in ihren Grundzügen bis 1710 fertiggestellt und wurde 1713 geweiht. Nach ihrem Tode fanden die Erbauer Karl und Anna Ludmilla von Michna ihre letzte Ruhestätte in der Krypta. Seit 1766 waren dort die Grafen von Lazansky beigesetzt.

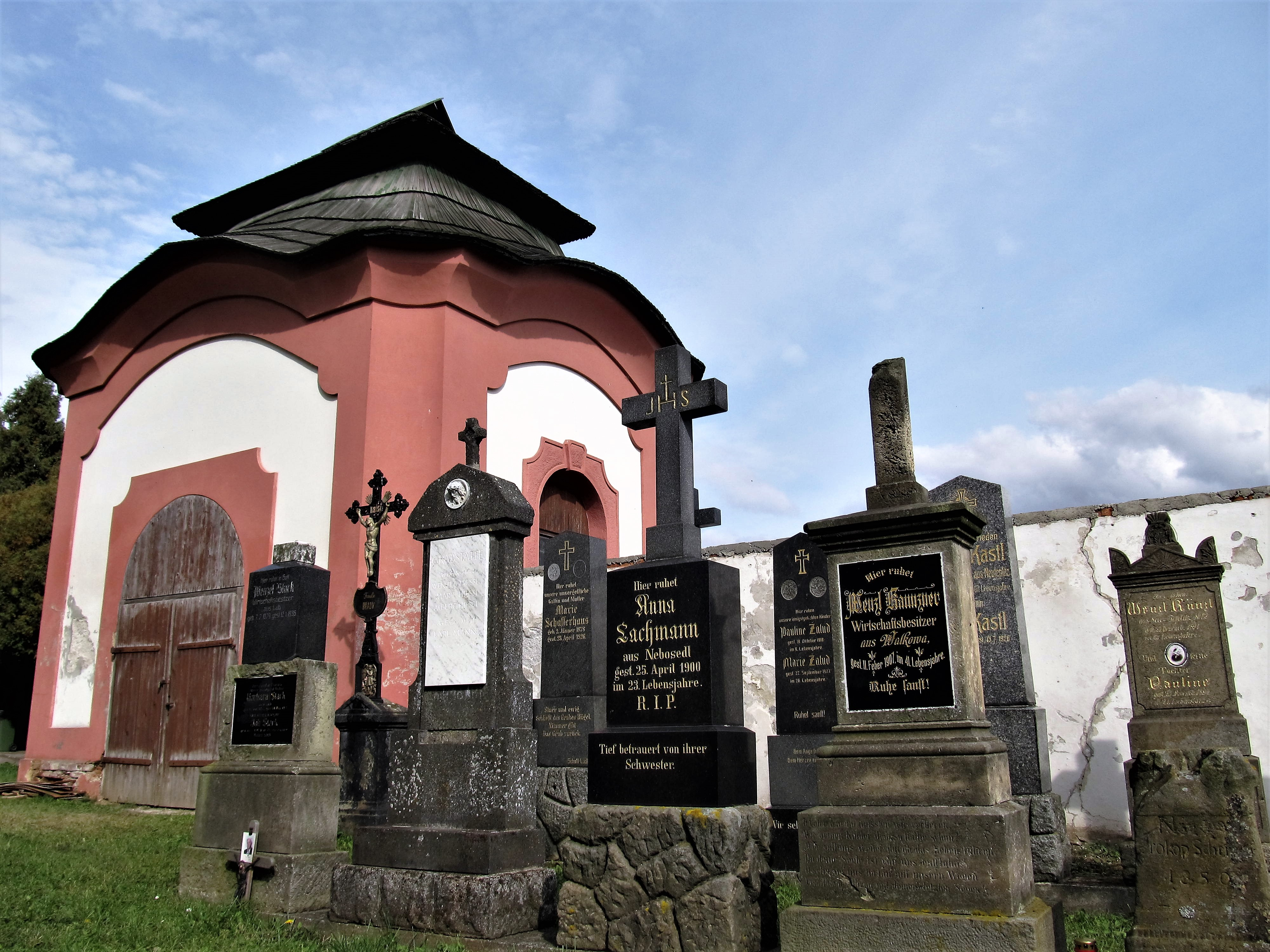
Friedhofskapelle und deutsche Grabmale

Im Zuge der Josephinischen Reformen wurde das Karmelitenkloster in Chiesch aufgelöst und die ehemalige Klosterkirche Maria Schnee zur Pfarrkirche von Chiesch bestimmt. Wegen ihres umgebenden Gottesackers ließ man die ursprüngliche Pfarrkirche Mariä Verkündigung nun zur Friedhofskirche umfunktionieren. 1854 fand unter der Aufsicht des Prager Architekten Ignác Ullmann eine vollständige Restauration statt. 1863 wurde ein Kreuzweg zur Kirche erbaut. Weitere Reparaturen erfolgten 1914 und 1937.
Nach der Vertreibung der deutschen Bevölkerung nach 1945 blieb die Kirche ungenutzt und fand sich folglich in einem schlechten Bauzustand. In neuerer Zeit wurden mit Hilfe von Spenden Teile der Außenfassade instand gesetzt. In der Folge erhielt die Kirche auch ein neues Dach. Die Kosten für eine Gesamtreparatur würden sich auf einen Betrag von 2 Millionen CZK belaufen.

## Beschreibung
Es ist eine dreischiffige Barockkirche mit einem halbkreisförmigen Presbyterium. Die Fassade besitzt zwei Türme und ist durch Pilaster unterteilt. Auf zwei Etagen befinden sich übereinander halbkreisförmige Fenster, in den Türmen rechteckige Fenster. Das Presbyterium und das Kirchenschiff sind durch ein Tonnengewölbe mit Scheiben gekrümmt.

## Ausstattung
Die Innenausstattung ist überwiegend im Barockstil des frühen 18. Jahrhunderts gehalten. Das Hauptaltarbild zeigte ursprünglich die Verkündigung Mariens und wurde 1854 durch ein neues Bild der Kreuzigung Christi von dem Prager Maler Josef Hellrich ersetzt. Die Seitenaltäre stellen den hl. Johannes Evangelist, die Jungfrau Maria, sowie im Langhaus die hl. Apollonia und den hl. Johannes von Nepomuk dar. Die Kanzel stammt aus der Erbauerzeit um 1700/15. In der Kirche wurde früher ein altes St.-Anna-Gemälde verehrt.

## Geläut
In den Türmen hängen zwei Glocken aus den Jahren 1520 und 1572.